# Askerî İnzibat

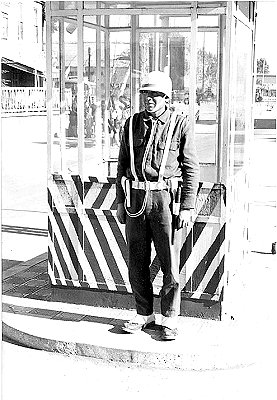
Un policier militaire dans la ville de Samsun entre 1972 et 1973.

L’Askerî İnzibat est une unité de police militaire propre à l’armée turque. Sa mission est de veiller à la discipline au sein des forces armées et de poursuivre les déserteurs. En temps de guerre, elle a aussi comme mission la défense et la protection des postes de commandement de régiments et de divisions.
Elle a autorité sur toutes les forces militaires de Turquie, excepté l’armée de l’Air.
Les soldats, nommé « gardes municipaux », sont sélectionnés parmi les soldats les plus disciplinés et les plus obéissants. Leur tenue est la tenue de combat avec, comme signe distinctif, un brassard ou un casque marqué ASİZ (Askeri İnzibat)
Les ASİZ, existent depuis très longtemps au sein de l’armée turque. Leur dénomination définitive a été arrêtée à la période ottomane. Leurs missions sont aujourd’hui les mêmes qu’à cette époque.